# Herochroma baibarana
Herochroma baibarana är en fjärilsart som beskrevs av Matsumura 1931. Herochroma baibarana ingår i släktet Herochroma och familjen mätare. Inga underarter finns listade i Catalogue of Life.